# Almonda
Almonda é uma aldeia portuguesa da Freguesia de Zibreira, no Município de Torres Novas, do Distrito de Santarém, povoada por cerca de trezentos habitantes.
A aldeia deu o nome ao rio Almonda cuja nascente se situa próxima. Ali próximo existe a maior gruta do país. Foi devido a estas condições naturais, de abundância de água e possibilidade de obtenção de energia, que em 1818, pela mão de Domingos Ardisson, surgiu em Almonda a fábrica de papel da Renova, importante pólo de desenvolvimento da região de Torres Novas e conhecida empresa a nível nacional e internacional. Apesar da expansão da empresa, a designada “fábrica velha” continua a laborar naquele local.